# Otto von Schjerning

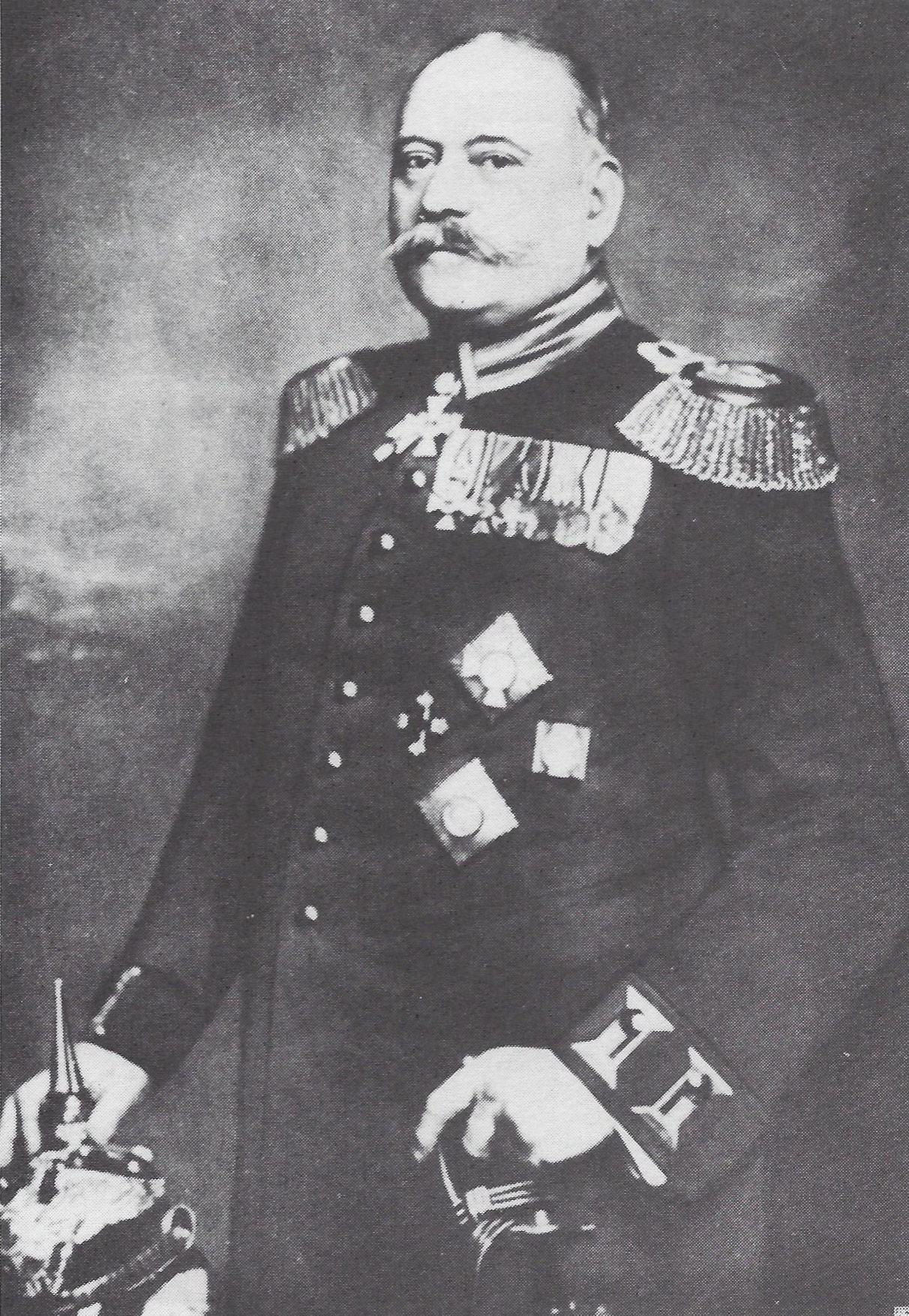
Generalstabsarzt v. Schjerning

Otto Carl Wilhelm Schjerning, seit 1909 von Schjerning, (* 4. Oktober 1853 in Eberswalde; † 28. Juni 1921 in Berlin) war ein preußischer Generalstabsarzt mit dem persönlichen Rang eines Generals der Infanterie.

## Leben
Nach seinem Abitur am Joachimsthalschen Gymnasium studierte Schjerning ab 1873 Medizin am Friedrich-Wilhelm-Institut, auch bekannt als Pépinière. Die Friedrich-Wilhelms-Universität zu Berlin promovierte ihn am 9. Februar 1877 zum Dr. med. Er war zunächst an der Charité und kam 1878 als Assistenzarzt II. Klasse zum Garde-Schützen-Bataillon. Nach drei Jahren beim Gardekorps kam er im Mai 1886 als Stabsarzt zum Königin Augusta Garde-Grenadier-Regiment Nr. 4. Im Januar 1889 wurde er als Hilfsreferent in die Medizinalabteilung des Kriegsministeriums berufen. Dort machte er eine beispiellose Karriere: Nach 17 Jahren war er Chef der Medizinalabteilung geworden. Als Generalstabsarzt wurde er 1905 Chef des Sanitätskorps und Leiter der Kaiser-Wilhelms-Akademie, dem ehemaligen Friedrich-Wilhelm-Institut, an dem er selbst studiert hatte. Auf seinen verstorbenen Vorgänger Rudolf von Leuthold verfasste er 1906 eine Gedenkschrift. Die Friedrich-Wilhelms-Universität ernannte ihn am 1. Januar 1906 zum Professor für Militärmedizin. Im Jahre 1907 wurde er ehrenhalber Mitglied aller drei Pépinière-Corps.
Ab 1901 gab Schjerning amtliche Lehrbücher für Krankenpflege heraus. Schjerning war zudem Herausgeber der militärärztlichen Bibliothek von Coler (1901-1920: 42 Bd.) Mit Alwin von Coler und Carl Franz führte er Schießversuche zur Erforschung der Geschosswirkung im menschlichen Körper durch, woraus eine Theorie der dynamischen Druckwirkung von Coler und Schjerning und eine Erklärung der Krönleinschüsse durch Franz hervorgingen.
Im Ersten Weltkrieg diente Schjerning als Chef des Feldsanitätswesens im Großen Hauptquartier. Er machte öffentliche Aufrufe an Frauen und Mädchen in der Heimat, sich zum Hilfsdienst in den Lazaretten ausbilden zu lassen. Ab Januar 1915 stand er im Rang eines Generals der Infanterie. Nachdem zu dieser Zeit der in Zürich und als Kriegschirurg in Greifswald tätige Chirurg Ferdinand Sauerbruch beim Chef des Feldsanitätswesens einen mit einer „künstlichen Hand“ versorgten Soldaten vorgestellt hatte, ermöglichte von Schjerning Sauerbruch die Versorgung von amputierten Soldaten mit Handprothesen durch Einrichtung eines Lazaretts an der Schweizer Grenze in Singen am Hohentwiel. Ein Adjutant Schjernings, der Arzt Georg Schmidt, unterstützte Sauerbruch dann bei der Einführung der „Sauerbruch-Prothese“. Ab 1916 setzte sich Schjerning für die Gründung der Stiftung Fürst Donnersmarck-Institut zur Rehabilitierung kriegsversehrter Soldaten ein und war von 1918 bis 1921 Kuratoriumsmitglied der Stiftung. 1918 schied er nach 45 Jahren in der preußischen Armee aus dem aktiven Dienst aus. Mit der Auflösung der Kaiser-Wilhelms-Akademie, die durch den Versailler Vertrag vorgegeben war, trat er in den Ruhestand. Zwei Jahre später starb er mit 67 Jahren.
Von Schjerning war Initiator und Herausgeber des Handbuchs der ärztlichen Erfahrungen im Weltkriege, das zwischen 1921 und 1934 in neun Bänden erschien. Im November 1915 forderte er Feldärzte dazu auf, ihre Beobachtungen zu Verletzungen an der Front und in Lazaretten für eine Publikation festzuhalten und vorzubereiten. Diese Aufzeichnungen bildeten die Grundlage für das Handbuch. Zahlreiche führende Mediziner auf ihrem Gebiet, unter ihnen Ludolf Krehl, Erwin Payr, Karl Theodor Paul Polykarpus Axenfeld, Ernst Ferdinand Sauerbruch, Otto Voss und weitere, wirkten an dem Handbuch mit.

## Ehrungen und Auszeichnungen
- Aus Anlass der Eröffnung des unter seiner Leitung errichteten Offizierheims in Falkenstein erhob Kaiser Wilhelm II. Schjerning am 20. August 1909 in den erblichen preußischen Adelsstand.[9]
- 1916 Goldene Leibniz-Medaille der Akademie der Wissenschaften
- Seit dem 4. Oktober 1917 war Schjerning Ehrenbürger seiner Geburtsstadt Eberswalde.
- In der oberhessischen Stadt Gießen war eine Straße nach ihm benannt (heute Schubertstraße).
- Roter Adlerorden I. Klasse mit Eichenlaub[10]
- Kronenorden I. Klasse[10]
- Preußische Dienstauszeichnung[10]
- Rote Kreuz-Medaille I. Klasse[10]
- Großkreuz des Ordens vom Zähringer Löwen[10]
- Bayerischer Militärverdienstorden II. Klasse mit Stern[10]
- Ritter des Hausordens der Wendischen Krone[10]
- Ehrengroßkreuz des Oldenburgischen Haus- und Verdienstordens des Herzogs Peter Friedrich Ludwig[10]
- Großkreuz des Albrechts-Ordens[10]
- Großkreuz des Friedrichs-Ordens[10]
- Ritter des Dannebrogordens[10]
- Großkommandeur des Erlöser-Ordens[10]
- Großoffizier des Ordens der Aufgehenden Sonne[10]
- Ritter I. Klasse des Sankt-Olav-Ordens[10]
- Kommandeur des Ordens der Krone von Rumänien[10]
- Russischer Orden der Heiligen Anna I. Klasse[10]
- Sankt-Stanislaus-Orden II. Klasse mit Stern[10]
- Großkreuz des St.-Sava-Ordens[10]
- Mecidiye-Orden III. Klasse[10]

## Schriften
- Die letzten 25 Jahre im Militärsanitätswesen (1874–1899). In: Deutsche Medizinische Wochenschrift. 26, 1900, S. 22–28.
- Sanitätsstatistische Betrachtungen über Volk und Heer. Berlin 1910.
- mit Friedrich Thöle und Otto Voss: Die Schußverletzungen. 2. Auflage, Gräfe & Sillem, Hamburg 1913.
- Die alte „Pépinière“ – was sie war und was aus ihr geworden ist. Erforschtes und Erlebtes aus dem alten Berlin, Berlin 1917, S. 49–56.
- Die Tätigkeit und die Erfolge der deutschen Feldärzte im Weltkriege (= Einleitung zum Handbuch der ärztlichen Erfahrungen im Weltkriege.), 1920.

## Herausgeber
- Handbuch der ärztlichen Erfahrungen im Weltkriege 1914/1918. 9 Bände, Johann Ambrosius Barth Verlag, Leipzig 1920.